# Trestná lavice (film)
Trestná lavice (v originále The Longest Yard) je americká sportovní filmová komedie z roku 2005, kterou režíroval Peter Segal a napsal Sheldon Turner. Jedná se o remake filmu The Longest Yard z roku 1974 a Adam Sandler v něm hraje bývalého profesionálního quarterbacka amerického fotbalu, který se dostane do vězení a je nucen sestavit tým, který bude hrát proti dozorcům. Ve filmu hrají Chris Rock, James Cromwell, Nelly, William Fichtner a Burt Reynolds, který v originále ztvárnil Sandlerovu roli.

## Děj
Paul Crewe je bývalý zadák Národní fotbalové ligy, který byl obviněn z ovlivňování výsledků. Ačkoli se to nikdy nepotvrdilo, dostal pětiletou podmínku. Jedné noci se nespokojený se svým životem během večírku opije a vydá se na projížďku San Diegem v Bentley své přítelkyně Leny, čímž způsobí policejní honičku a autonehodu. Následně je odsouzen ke třem letům vězení.
Místo do kalifornského vězení je díky vlivu a kontaktům ředitele věznice Rudolpha Hazena, vášnivého fotbalového fanouška, převezen do Texasu. Ten si přeje zlepšit pověst věznice pro budoucí volby guvernéra státu a pomocí výhrůžek donutí Crewea, aby pomohl fotbalovému týmu vězeňských dozorců, který vede sadistický kapitán Knauer. Crewe Hazenovi oznámí, že tým potřebuje vyladit hru, proto je donucen vytvořit tým vězňů, který by hrál proti dozorcům. Zpočátku mají vězni špatně organizovaný tým, než si jich všimne další vězeň, bývalá hvězda univerzitního fotbalu Nate Scarborough, který se rozhodne pomoci s trénováním týmu tím, že shromáždí několik vysportovaných vězňů, aby tým posílil. Hazen a stráže brání trénovat Crewovu týmu několika způsoby, například zaplavením hřiště, ale ti překážky překonávají. Mezitím vězeň Unger špehuje činnost vězňů a po nátlaku dozorců nastraží Creweho vysílačku s výbušninou. Velký přítel Crewea, Caretaker, vstoupí do cely, aby Creweovi předal dárek v podobě fotografie, ale je zabit, když se pokusí otočit číselníkem na rádiu. V den zápasu jsou vězni po Caretakerově vraždě oživeni, když zjistí, že využil svých kontaktů na bratrance ve firmě Reebok a dodal vězňům kvalitní dresy a vybavení s názvem týmu "Mean Machine". Crewe se potýká s určitými potížemi, jak přimět vězně, aby se soustředili na vítězství ve hře, a ne na napadání dozorců během úvodní hry, prohlašuje, že jejich prohra by byla pro dozorce mnohem větším znamením hanby než jakákoli fyzická brutalita, kterou by jim mohli způsobit. Ačkoli se bachaři brzy dostanou do vedení, dokonce na ně rozhodčí nařídí falešné penalty (což Crewe vyřeší tím, že dvakrát hodí míč rozhodčím do genitálií, aby jim dal najevo, že mají rozhodovat spravedlivě), na konci prvního poločasu se vězeňskému týmu podaří vyrovnat.
Během poločasové přestávky je Crewovi vyhrožováno, že bude obviněn z Caretakerovy vraždy a zvýší mu trest na 25 let, pokud Crewe úmyslně nezahodí zápas. Během úvodu druhého poločasu Crewe záměrně zahodí hru a opustí své spoluhráče, přestože se snaží dohnat ztrátu ve skóre. Poté, co získají tři touchdowny náskoku na vězeňský tým, strážci brutálně zraní vězně, což Creweho pobídne k opětovnému vstupu na hřiště. Chovanci mu zpočátku odmítají pomoci a nechají ho dvakrát vyhodit, ale při 4. downu a longu Crewe sám dokončí 1. down. Přiznává se, že zápas, kvůli kterému ho vyhodili z NFL, pustil, aby pokryl dluhy, které měl. Informuje tým o Hazenových výhrůžkách a prohlašuje, že raději zůstane s vězni, než aby zradil Caretakerovu památku. Vězni se shromáždí za Crewem a díky rozhodujícímu dvoubodovému obratu vyhrají zápas jednobodovým rozdílem.
Hazen napomíná Knauera za prohraný zápas a vidí, že Crewe míří k odchodu. Nařídí, aby byl Crewe zastřelen. Knauer váhá a na poslední chvíli si uvědomí, že Crewe pouze sbírá fotbalový míč. Crewe ho Hazenovi vrátí a řekne mu, aby si ho strčil do své vitríny na trofeje. Vězni Deacon a Battle pak na Hazena vylijí sud Gatorade, zatímco Crewe a Scarbrough jdou získat informace o tom, kde je Unger, aby se s ním mohl vypořádat šílený vězeň Switowski.

## Obsazení

### Vězni
- Adam Sandler jako Paul "Wrecking" Crewe
- Chris Rock jako James "Caretaker" Farrell
- Nelly jako Earl Megget
- Burt Reynolds jako trenér Nate Scarborough
- Bob Sapp jako Switowski
- David Patrick Kelly jako Unger
- Terry Crews jako "Cheeseburger" Eddy
- Nicholas Turturro jako Brucie
- Bill Goldberg jako Joey "Battle" Battaglio
- Steve Reevis jako Billy "Baby Face Bob" Rainwater
- Lobo Sebastian jako Torres
- Dalip Singh Rana jako Turley
- Joey "Coco" Diaz jako Anthony "Big Tony" Cobianco
- Eddie Bunker jako "Skitchy" Rivers
- Tracy Morgan jako slečna Tuckerová
- D12 jako vězní

### Dozorci
- William Fichtner jako kapitán Brian Knauer
- Bill Romanowski jako dozorce Lambert
- Brian Bosworth jako dozorce Garner
- Kevin Nash jako seržant Engleheart
- Steve Austin jako dozorce Dunham
- Michael Papajohn jako dozorce Papajohn
- Conrad Goode jako dozorce Webster
- Brandon Molale jako dozorce Malloy
- Todd Holland jako dozorce Holland
- John Hockridge jako dozorce Hock

### Další
- James Cromwell jako ředitel Rudolph Hazen
- Allen Covert jako Walter
- Rob Schneider jako Punky
- Chris Berman jako sám sebe
- Jim Rome jako sám sebe
- Patrick Bristow jako Patrick
- Lauren Sanchez jako sama sebe
- Dan Patrick jako strážník Jack Pugh
- Christopher Neiman jako Big Ear Cop
- Ed Lauter jako Duane
- Sean Salisbury jako Vic
- Rob "Revolution" Moore jako Gavin
- Big Boy jako Jesse
- Marc S. Ganis jako Lorenzo
- Shane Ralston jako Bradlee
- Cloris Leachman jako Lynette Grey
- Walter Williamson jako Errol Dandridge
- Courteney Cox jako Lena

## Produkce
Film se natáčel především ve státní věznici v Novém Mexiku na silnici 14 v Santa Fe v Novém Mexiku. Fotbalový zápas na konci filmu se natáčel na Murdockově stadionu na El Camino College v Torrance v Kalifornii. Scéna automobilové honičky se natáčela v Long Beach v Kalifornii. Další části filmu se natáčely v Los Angeles a v Novém Mexiku, scéna na golfovém hřišti se natáčela v Lost Canyons Golf Club v Simi Valley v Kalifornii.

## Hudba
Oficiální soundtrack, který se skládá výhradně z hiphopové hudby, byl vydán 24. května 2005 společností Derrty Ent. Records a Universal Records. 
Samotný film obsahuje směs hip-hopové a rockové hudby, mimo jiné obsahuje hudbu od Creedence Clearwater Revival, Normana Greenbauma a AC/DC.

## Premiéra
Ve Spojených státech vyšel 27. května 2005 a ve Velké Británii 9. září 2005. Do kin byl uveden ve stejný den jako rodinný film společnosti DreamWorks Animation Madagaskar, ve kterém si hlavní roli zahrál Chris Rock.